# دیوید براون (ورزشکار)
دیوید براون (انگلیسی: David Brown؛ زادهٔ ۱۹ اکتبر ۱۹۹۲) ورزشکار دو میدانی و از برندگان مدال طلا پارالمپیک اهل ایالات متحده آمریکا است.

## جوایز و افتخارات
وی در مسابقات کشوری و بین‌المللی در مجموع برندهٔ ۵ مدال طلا، ۲ مدال نقره، ۱ مدال برنز شده است.